# Pestalotiopsis coffeae
Pestalotiopsis coffeae är en svampart som först beskrevs av Albrecht Wilhelm Philipp Zimmermann, och fick sitt nu gällande namn av Y.X. Chen 1993. Pestalotiopsis coffeae ingår i släktet Pestalotiopsis och familjen Amphisphaeriaceae.   Inga underarter finns listade i Catalogue of Life.